# ملیسا مک‌کارتی
ملیسا مک‌کارتی (انگلیسی: Melissa Ann McCarthy؛ زاده ۲۶ اوت ۱۹۷۰) بازیگر، کمدین و نویسندۀ اهل آمریکا است. وی تا کنون یک بار برنده جایزه امی شده‌است.

## فیلم‌شناسی

### سینما
| سال    | فیلم                                | نقش                  | یادداشت‌ها                               |
| ------ | ----------------------------------- | -------------------- | --------------------------------------- |
| ۱۹۹۸   | خدا                                 | مارگارت              | فیلم کوتاه                              |
| ۱۹۹۹   | برو                                 | ساندرا               |                                         |
| ۲۰۰۰   | فرشتگان چارلی                       | دوریس                |                                         |
| ۲۰۰۰   | غرق‌شدن مونا                         |                      |                                         |
| ۲۰۰۰   | غرق شدن مونا                        | شرلی                 |                                         |
| ۲۰۰۰   | اوتو موتیوز                         | تانی                 | فیلم کوتاه                              |
| ۲۰۰۰   | بچه                                 | پیشخدمت رستوران کوچک |                                         |
| ۲۰۰۲   | کدو تنبل                            | سیسی پینکوس          |                                         |
| ۲۰۰۲   | چرخ سوم                             | مرلین                |                                         |
| ۲۰۰۲   | اولئاندر سفید                       | پیراپزشک             |                                         |
| ۲۰۰۳   | زندگی دیوید گیل                     | نیکو دختر گوت        |                                         |
| ۲۰۰۳   | مهمانی مرغ                          | تات واگنر            |                                         |
| ۲۰۰۳   | کیم پاسیبل: پرونده‌های مخفی          | دی‌ان‌ای‌می             | صدا                                     |
| ۲۰۰۳   | فرشتگان چارلی ۲                     | زن در صحنه جنایت     |                                         |
| ۲۰۰۶   | مسابقه آشپزی!                       | امبر استرنگ          |                                         |
| ۲۰۰۷   | نه‌ها                                | مارگارت/ملیسا/مری    |                                         |
| ۲۰۰۷   | کاپیتان                             | فرن                  | فیلم کوتاه                              |
| ۲۰۰۸   | فقط آب اضافه کنید                   | سلما                 |                                         |
| ۲۰۰۸   | مردم زیبا و زشت                     | بکی                  |                                         |
| ۲۰۰۹   | رتبه‌های نه                          |                      |                                         |
| ۲۰۱۰   | نقشه جایگزین                        | کارول                |                                         |
| ۲۰۱۰   | زندگی آن‌طور که می‌شناسیمش            | دی‌دی                 |                                         |
| ۲۰۱۱   | ساقدوش‌ها                            | مگان پرایس           |                                         |
| ۲۰۱۲   | این است ۴۰                          | کاترین               |                                         |
| ۲۰۱۳   | دزد هویت                            | دایانا/دان باجی      |                                         |
| ۲۰۱۳   | خماری: قسمت سوم                     | کسی                  |                                         |
| ۲۰۱۳   | گرما                                | کارآگاه شنون مالینز  |                                         |
| ۲۰۱۴   | تمی                                 | تمی بنکس             | همچنین فیلمنامه‌نویس و مدیر اجرایی تولید |
| ۲۰۱۴   | وینسنت مقدس                         | مگی برانستاین        |                                         |
| ۲۰۱۵   | جاسوس                               | سوزان کوپر           |                                         |
| ۲۰۱۶   | رئیس                                | میشل دارنل           | همچنین فیلمنامه‌نویس و مدیر اجرایی تولید |
| ۲۰۱۶   | شکارچیان روح                        | ابی ییتس             |                                         |
| ۲۰۱۶   | اطلاعات مرکزی                       |                      |                                         |
| نامعین | بی.او.او.: اداره فعالیت‌های دگرجهانی | واتس                 | صدا                                     |
| ۲۰۱۹   | قتل در ساعات خوش                    | کارآگاه کانی ادواردز |                                         |
| ۲۰۲۲   | ثور: عشق و تندر                     | هلا نسخه تئاتر       | بازیگر                                  |

- هرگز می‌توانی من را ببخشی؟ (۲۰۱۸)
- نیروی تندر ۲۰۲۱